# Andreas Lie
Andreas Monsen Lie, född 31 augusti 1987, är en norsk före detta fotbollsmålvakt. Hans tvillingbror, Oddbjørn Lie, är också en fotbollsspelare.

## Karriär

### Tidig karriär
Lies moderklubb är SK Herd. 2004 gick han till Aalesund. Lie debuterade för A-laget i 1. divisjon den 20 oktober 2004 i en 2–1-förlust mot IK Start. Trots den tidiga debuten lyckades han inte ta över positionen som förstemålvakt från rutinerade Kim Deinoff och till säsongen 2005 var han endast tredjemålvakt då Aalesund värvat amerikanen Adin Brown.

### IL Hødd (lån)
Våren 2005 lånades Lie ut till Adeccoligaen-klubben Hødd, där han debuterade den 17 juli 2005 i en 2–2-match mot Mandalskameratene. Lie spelade totalt sex ligamatcher under säsongen, men var främst andremålvakt bakom Øystein Myklebust.

### Tillbaka efter utlåningen i Aalesund
Säsongen 2006 var Lie tillbaka i Aalesund som föregående säsong blivit nedflyttade från Tippeligaen. Amerikanen Adin Brown var förstemålvakt men Lie fick spela 10 ligamatcher under säsongen. Under de följande åren fortsatte han vara andremålvakt i klubben; först bakom Adin Brown och därefter bakom Anders Lindegaard.
I mars 2009 lånades Lie ut till Nybergsund IL. Efter endast en träning i klubben avbröt han låneavtalet och återvände till Aalesund.

### Odd Grenland
I februari 2010 värvades Lie av Odd Grenland på ett korttidskontrakt. I juli 2010 förlängde han sitt kontrakt i klubben med 1,5 år.

### Återkomst i Aalesund
I augusti 2012 meddelades det att Lie skulle återvända till Aalesund då hans kontrakt i Odd Grenland gick ut efter säsongen 2012. Lie skrev på ett tvåårskontrakt med start den 1 januari 2013. Säsongen 2013 var Sten Grytebust klubbens förstaval som målvakt och Lie lånades ut till Hødd för andra gången i sin karriär. Han var klubbens ordinarie målvakt i Adeccoligaen och spelade totalt 28 tävlingsmatcher under säsongen 2013, varav 25 ligamatcher.
Inte förrän säsongen 2016 blev Lie ordinarie målvakt i Aalesund, en position han därefter höll i fyra raka säsonger (mellan 2016 och 2019). I juni 2019 förlängde han kontraktet med ytterligare två år. Säsongen 2020 var det jämnt mellan Lie och Gudmund Taksdal Kongshavn om platsen som förstemålvakt i klubben med 16 vardera 14 ligamatcher. Det blev dock ingen lyckad säsong för Aalesund i Eliteserien, där de endast tog 11 poäng och blev nedflyttade.
I september 2021 meddelade Lie att han skulle avsluta sin fotbollskarriär i slutet av säsongen och istället börja jobba som sportjournalist på Sunnmørsposten.